# Bolteria amicta
Bolteria amicta är en insektsart som beskrevs av Philip Reese Uhler 1887. Bolteria amicta ingår i släktet Bolteria och familjen ängsskinnbaggar. Inga underarter finns listade i Catalogue of Life.